# Haus Mindeströmmen

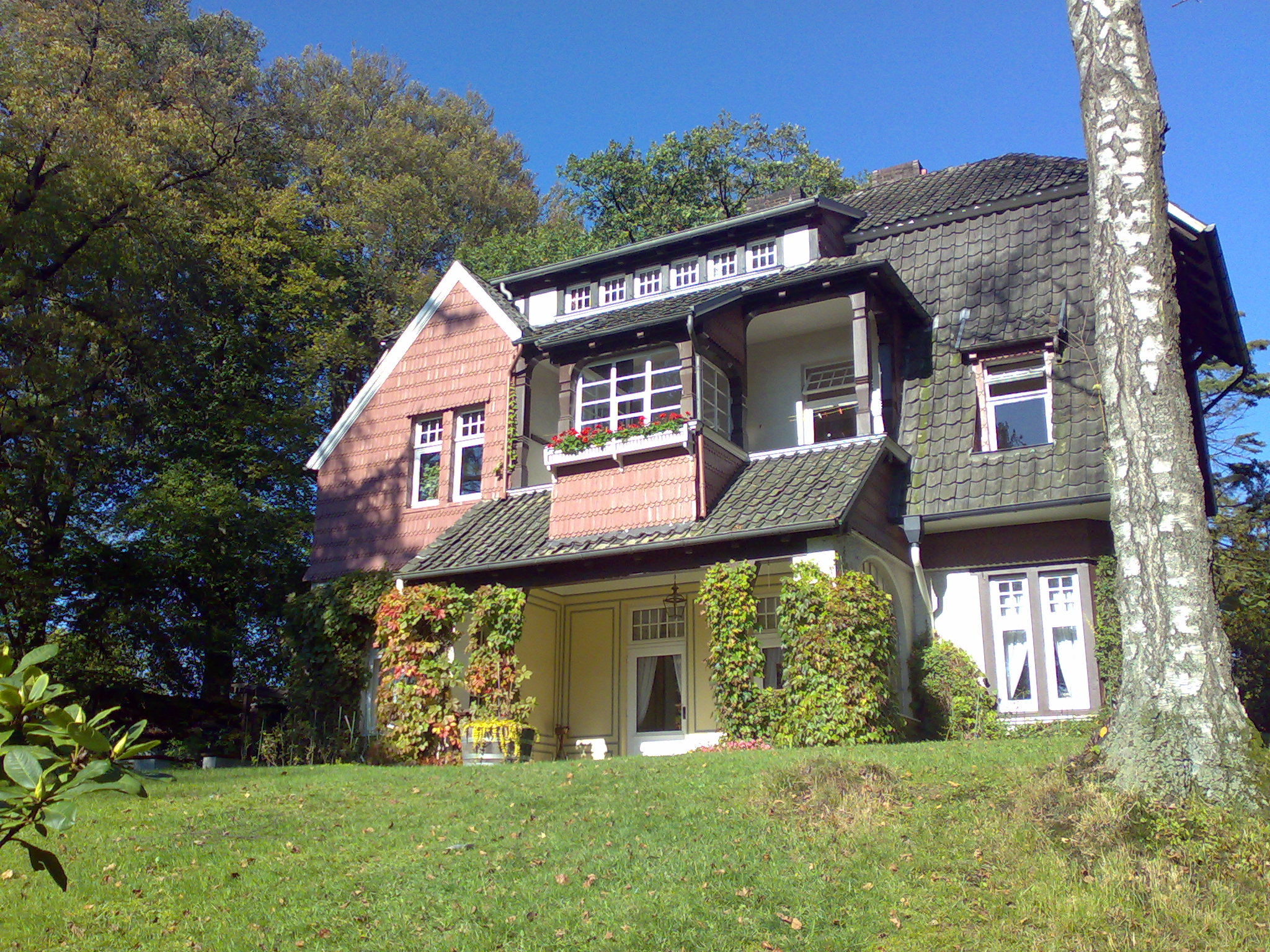
Haus Mindeströmmen, Südansicht

Das Haus Mindeströmmen befindet sich in Bremen, Stadtteil Burglesum, Ortsteil Lesum, Lesmonastraße 70. Das Haus entstand 1903 nach Plänen von Friedrich Wellermann und Paul Frölich. Es steht seit 1995 unter Bremer Denkmalschutz.

## Geschichte

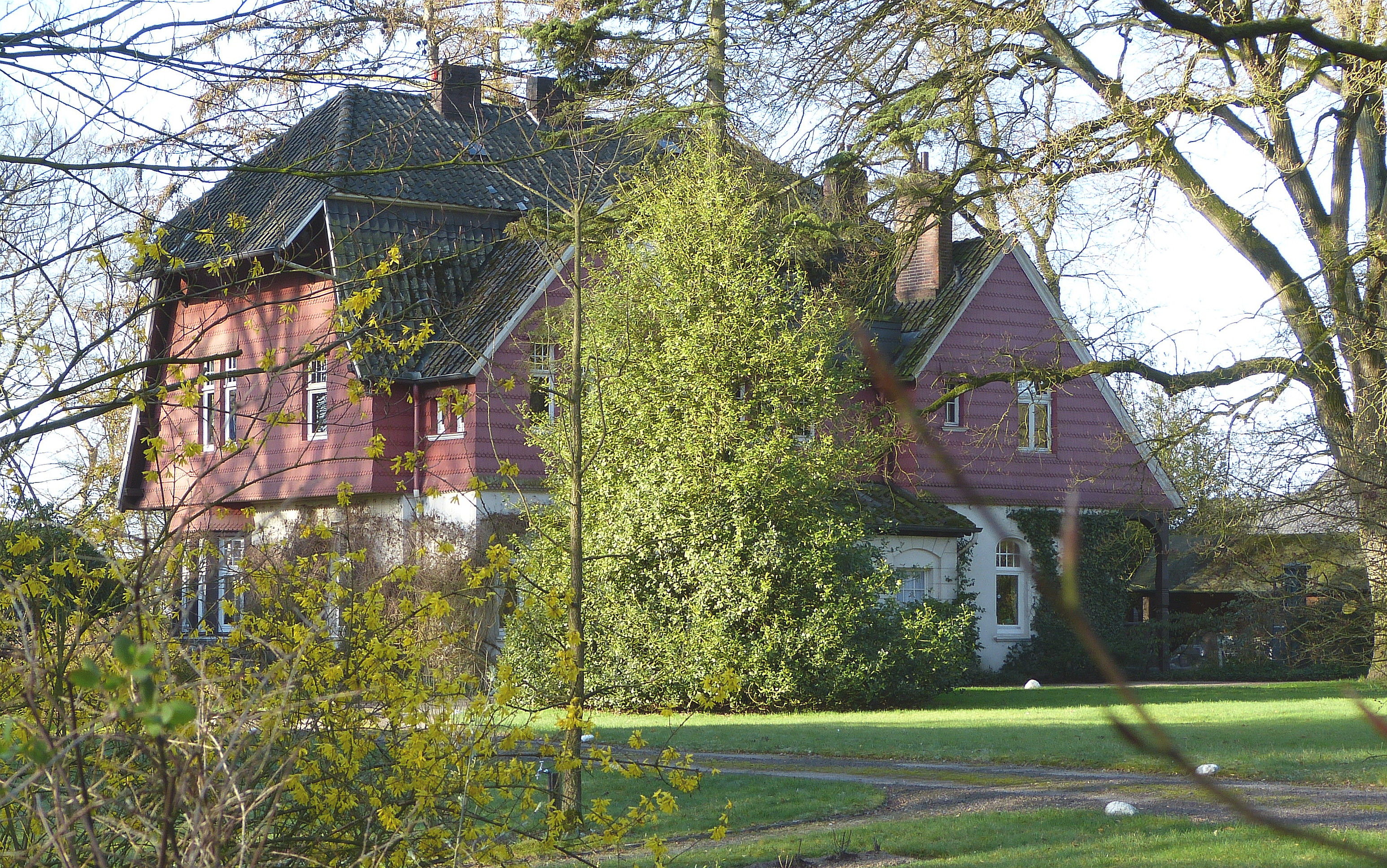
Haus Mindeströmmen, Nordostansicht

Die zweigeschossige, sehr differenzierte, verputzte Villa mit Krüppelwalmdach und Mansarddach, Loggia, zwei Zwerchhäusern, Schindelverkleidung im Obergeschoss und der gartenseitigen Veranda wurde 1903 im Shingle Style der Viktorianischen Architektur für den aus der Kaufmannsfamilie Kulenkampff stammenden Kaufmann Johann Daniel Albert Kulenkampff (1853–1915) auf dem hohen Ufer der Lesum gebaut. Im ähnlichen Queen-Anne-Stil wurde auch das Landhaus Wolde, Villa Schotteck in St. Magnus entworfen. Das Grundstück war 8700 m² groß.
Der Bauherr war einer der Brüder (Caspar Gottlieb (1843–1884), Diedrich (1846–1921), Johannes Gustav (1849–1921), Johann Daniel Albert (1853–1915), Julius Eduard (1855–1922), Johannes Heinrich (1857–1926), Friedrich Hermann (1859–1930), Hermann Johannes (1863–1928)) Kulenkampff, die aus einer sehr alten Bremer Kaufmannsfamilie stammten und einige hier auch ihre Landhäuser hatten. Nach 1915 wohnte bis 1918 die Verwandte, Malerin und Graphikerin Elisabeth Noltenius im Haus. 1919 wurde das Haus von der Witwe Friederike Kulenkampff an Johann Heinrich Kulenkampff verkauft und seine Tochter Marianne (1892–1978) mit ihrem Mann Otto Willich (–1961) wohnten hier bis um 1921. Bis 1928 war das Haus vermietet an Carl Werner Tiemann.
Einen größeren Umbau des nun winterfesten Landhauses plante 1929 Architekt Rudolph Leymann und Gartenarchitekt Christian Roselius die Außenanlagen für Werner Kulenkampff, Bruder von Marianne. Er bzw. seine Witwe lebten hier bis 1932, die Familie bis 1935. Die Familie Otto und Marianne Willich erhielten nun das Haus, wohnten dort im Sommer und kauften rund 1400 m² Fläche vom Haus Schwalbenklippe. Ab 1943 wohnt die Familie hier mit Unterbrechung (1945/46) ganzjährig. 1978/79 wurde das Haus saniert.
Unklar ist der Grund  für den Namen Haus Mindeströmmen.
Heute (2018) wird das Haus für Wohnzwecke genutzt. 
An der Lesmonastraße stehen mit der Nr. 3 (Villa Trost) und Nr. 66 (Haus Lichtenegg) zwei weitere denkmalgeschützte Häuser.
Wellermann und Frölich planten im Burglesum auch Haus Schwalbenklippe und Haus Stromwinkel, die auch im Eigentum der Familie Kulenkampff waren. Sommerhäuser dieser Familie waren in Burglesum um die Jahrhundertwende auch Haus Lichtenegg, Haus Erlenried, Haus Bucheneck und Haus Dreilinden.